# Jeannette Hubert
Pour les articles homonymes, voir Hubert.
Jeannette Hubert née le 21 mai 1926 dans le 12e arrondissement de Paris et morte le 30 janvier 2015 à Saint-Cloud est une réalisatrice française de télévision.

## Filmographie
- 1969 : Tout pour le mieux, téléfilm
- 1970 : Thérèse d'Avila, téléfilm
- 1970 : Madame Filoumé, téléfilm
- 1971 : Père, téléfilm
- 1971 : L'Heure éblouissante, téléfilm
- 1971 : L'Image, téléfilm
- 1974 : Le Secret de Rembourg, téléfilm
- 1974 : Le Ciel de lit, téléfilm
- 1974 : Soirée Courteline
- 1974 : Léo Burckart et les Étudiants, téléfilm
- 1976 : Peut-être en automne, téléfilm
- 1976 : Désiré, téléfilm
- 1976 : Le Comédien, téléfilm
- 1978 : Les Procès témoins de leur temps, série télévisée
- 1978 : Mais n'te promène donc pas toute nue, téléfilm
- 1979 : Féfé de Broadway, téléfilm
- 1979 : On purge bébé, téléfilm
- 1979 : Les Amours de la Belle Époque, série télévisée
- 1981 : Les Gaietés de la correctionnelle, série télévisée
- 1981 : Henri IV, téléfilm
- 1981 : Une mauvaise rencontre, téléfilm
- 1981 : Une histoire sans nom, téléfilm
- 1982 : Lénine, téléfilm
- 1983 : Les Amours romantiques, série télévisée
- 1983 : Vitamine, série télévisée
- 1984 : Le Petit Théâtre d'Antenne 2, série télévisée
- 1984 : Les Amis de monsieur Gazon, téléfilm
- 1984 : Les Amours des années cinquante, série télévisée
- 1985 : Les Bottes rouges, téléfilm
- 1987 : Gigi, téléfilm
- 1989 : Les Pique-assiettes, série télévisée